# Tylecodon ventricosus
Tylecodon ventricosus är en fetbladsväxtart som först beskrevs av Nicolaas Laurens Nicolaus Laurent Burman, och fick sitt nu gällande namn av H. Tölken. Tylecodon ventricosus ingår i släktet Tylecodon och familjen fetbladsväxter. Inga underarter finns listade i Catalogue of Life.